# Domingo Olavegoya Yriarte
Domingo Olavegoya Yriarte (* Lima, 1844 - † ídem, 1916) fue un empresario y político peruano. 

## Biografía
Nació en Lima en 1844, vivió en Jauja. Fue hijo del caballero argentino Demetrio Olavegoya Otero y de Manuela Yriarte Odría de Olavegoya. Estuvo casado con María Lacroix Aliaga, con quien no tuvo hijos. Fue un próspero comerciante que poseía grandes extensiones de tierras en las zonas de Alpamina y San Pedro de Caujo, siendo uno de los accionistas mayoritarios de la Sociedad Ganadera del Centro, origen de la actual empresa Laive. Fue, además, empresario minero de numerosos centros de extracción mineral en Pucará, Morococha y Huancavelica. Fue Senador en 1890 por Junín. En 1895 contribuyó a la caída política del general Justiniano Borgoño.
Fue elegido senador por el departamento de Junín en 1889 durante el primer gobierno de Andrés Avelino Cáceres. Fue elegido senador  por el departamento de Junín en 1890 hasta 1893. En 1905 fue miembro y presidente de la Junta Nacional Electoral.
Domingo Olavegoya Yriarte fue director de la Beneficencia de Lima (1902-1903) y Prefecto de Lima. Al momento de fallecer (1916), la Beneficencia de Lima anunció que su institución había recibido S/. 100 000 soles de los albaceas de don Domingo Olavegoya, cumpliendo su legado testamentario destinado a la construcción de un sanatorio de tuberculosis en Jauja. 
Al momento de su muerte los mejores médicos del país ya llevaban cerca de 20 años -desde 1900- discutiendo en qué lugar se iba a construir un sanatorio de tuberculosis en el país. Los médicos Bravo, Ernesto Odriozola, Barazzoni, Elías de Orellana, Anchorena, Pesce y Nicolás Hermoza opinaban que se construyera el Sanatorio en Jauja, mientras que otros médicos como Enrique Basadre y Abel Olaechea sostenían que se carecía de datos precisos respecto a la eficacia de Jauja y, en todo caso, eran de la opinión que se construya el sanatorio cerca de Lima. Por tal motivo, no se sabía si debía construirse el Sanatorio en Jauja o en Tamboraque. El Estado había comprado un terreno en Tamboraque (cerca a Casapalca) pero se había elegido a Jauja como lugar ideal. La comisión que formó la Beneficencia de Lima para dictaminar sobre la ubicación del sanatorio, para cuyo fin era su legado, fue integrado por los doctores Ramón Ribeyro, Ernesto Odriozola y Ricardo Salcedo, quienes señalaron a Jauja como la ciudad ideal, y además era aquella señalada por Olavegoya en su testamento. En 1922, se abrió las puertas del Hospital Domingo Olavegoya, siendo su primer director el doctor Alfonso de las Casas y su asistente el interno don Augusto Gamarra.
Asumió como presidente del Club Nacional en 1906 y del Club de la Unión en diversos periodos.